# باشگاه فوتبال تراسیوولوس
باشگاه فوتبال تراسیوولوس (یونانی: Α. Ο. Θρασύβουλος Φυλής Thrasyvoulos Fylis Football Club) یک باشگاه حرفه‌ای فوتبال یونانی مستقر در فیلی، در منطقه آتیکا است که در حال حاضر در لیگ سطح دوم یونان (A EPSDA) رقابت می‌کند. این تیم در سال ۱۹۳۸ بنیانگذاری شد و به افتخار تراسیبولوس، ژنرال باستانی آتن که از فیلی به عنوان پایگاه اصلی خود برای آزادسازی آتیکا از دست اسپارت استفاده کرد، نامگذاری شد. این تیم در فصل ۰۹–۲۰۰۸ موفق به صعود به سوپر لیگ یونان شد. اما بی تجربگی آنها باعث شد در اولین فصل حضورشان دوباره به لیگ پایین‌تر بازگردند.